# Óscar Sonejee
Óscar Sonejee Masand (* 26. März 1976) ist ein ehemaliger andorranischer Fußballspieler und heutiger Fußballtrainer indischer Herkunft. Sonejee gilt als einer der besten Fußballer, die das kleine Land hervorgebracht hat, war Kapitän und der erste Spieler seines Heimatlandes, der 100 Länderspiele absolvierte.

## Karriere

### Spielerkarriere

#### Verein
Sonejee spielte seit Beginn seiner Karriere Ende der 1990er-Jahre bei Klubs in seinem Heimatland Andorra. Zunächst beim FC Andorra, mit dem er in unterklassigen spanischen Ligen spielte, wechselte er 2001 in die heimische Liga, zunächst zu UE Sant Julià aus der im Süden Andorras gelegenen Stadt Sant Julià de Lòria. Nach einem Intermezzo bei La Seu d'Urgel und einer Rückkehr zum FC Andorra folgte 2008 der Wechsel zum andorranischen Rekordmeister FC Santa Coloma. In der Saison 2008/09 konnte zwar noch sein früherer Verein UE Sant Julià die Meisterschaft erringen, in den beiden darauffolgenden Jahren konnten sich aber Santa Coloma und Sonejee über den Meistertitel freuen. Nachdem in der Saison 2011/12 der von portugiesischen Einwanderern gegründete Klub FC Lusitanos Meister wurde, unterschrieb Sonejee dort einen Vertrag. Nach einer weiteren Saison beim FC Andorra, der mittlerweile in der fünftklassigen Primera Catalana spielte, wechselte er 2014 erneut zurück zu Lusitanos und wiederholte dies 2016 nach einem weiteren Jahr bei Sant Julià. 2017 beendete er bei Lusitanos seine Karriere als Fußballspieler. Obwohl Sonejee spielerische Qualitäten besitzt, mit denen er eine Karriere im Profifußball hätte einschlagen können, blieb er Amateurfußballer und arbeitet hauptberuflich als Versicherungskaufmann.

#### Nationalmannschaft
Sonejee debütierte 1997 beim 1:4 in Estland für die andorranische Nationalmannschaft. Seitdem absolvierte er über 100 Spiele für Andorra und war zwischenzeitlich Rekordspieler seines Heimatlandes. Sein letztes Länderspiel bestritt er am 12. November 2015 im Testspiel gegen St. Kitts und Nevis, in dem er ein letztes Mal als Kapitän auflief.

### Trainerkarriere
Nach seinem Karriereende als Spieler übernahm er 2019 den Trainerposten der U17–Nationalmannschaft seines Heimatlandes.